# Blocul Balcanic
Blocul Balcanic era o alianță creată cu intența de a păstra echilibrul puterilor în peninsula Balcanică.
S-a format în 1924 între țările membre Iugoslavia, Grecia, România și Turcia.
Alianța a fost mai apoi formalizată și întărită la 9 februarie 1934, când a devenit Înțelegerea balcanică.
 Acest articol despre un subiect legat de  istoria României este deocamdată un ciot. Puteți ajuta Wikipedia prin completarea sa.